# 建安郡 (北魏)
建安郡，中国南北朝时设置的郡。
北魏永熙年间设置建安郡，下辖永定县、永乐县。属于云州（治所在盛乐）。东魏武定元年（543年）南迁至廓州。治所在今山西原平市境。北齐建立后废除。